# Michał Chodorowski
Michał Chodorowski – polski astronom, doktor habilitowany.

## Życiorys
Ukończył studia astronomiczne na Uniwersytecie Warszawskim. Doktorat z astrofizyki w 1984 roku, habilitacja – 2003. Obecnie pracuje jako profesor nadzwyczajny w Centrum Astronomicznym im. Mikołaja Kopernika Polskiej Akademii Nauk w Warszawie. Interesuje się głównie kosmologią, wielkoskalowymi przepływami galaktyk i wielkoskalową strukturą Wszechświata.

## Niektóre publikacje naukowe
- 2010, Influence of the Local Void on measurements of the clustering dipole, MNRAS, 406, 1358, Michał Jacek Chodorowski, Bilicki M.
- 2010, The kinematic component of the cosmological redshift, MNRAS, Michał Jacek Chodorowski,
- 2010, Is the 2MASS dipole convergent?, Proceedings of 45th Rencontres de Moriond, Cosmology Session, Michał Jacek Chodorowski, Bilicki M., Mamon G.A., Jarrett T.
- 2008, Towards the optimal window for the 2MASS dipole, MNRAS, 389, 717, Michał Jacek Chodorowski, Coiffard J.-B., Bilicki M., Colombi S., Ciecieląg P.
- 2008, The velocity-density relation in the spherical model, MNRAS, 391, 1796, Michał Jacek Chodorowski, Bilicki M.